# Gare d'Issoire
La gare d'Issoire est une gare ferroviaire française de la ligne de Saint-Germain-des-Fossés à Nîmes-Courbessac, située sur la commune d'Issoire, dans le département du Puy-de-Dôme, en région Auvergne-Rhône-Alpes.
C'est une gare de la Société nationale des chemins de fer français (SNCF), desservie par des trains grandes lignes Intercités et régionaux TER Auvergne-Rhône-Alpes.

## Situation ferroviaire
Établie à 386 mètres d'altitude, la gare d'Issoire est située au point kilométrique (PK) 454,453 de la ligne de Saint-Germain-des-Fossés à Nîmes-Courbessac, entre les gares ouvertes de Parent - Coudes - Champeix et du Breuil-sur-Couze.

## Histoire
Le 7 mai 1855, la ligne de Saint-Germain à Clermont-Ferrand a été construite. Elle a été prolongée jusqu'à Issoire le 2 juillet (35 km) puis prolongée de 18 km jusqu'à Brassac-les-Mines le 3 septembre par la Compagnie du PLM.

## Service des voyageurs

### Accueil
Gare SNCF, elle dispose d'un bâtiment voyageurs, avec guichet, ouvert tous les jours. Elle est équipée d'automates pour l'achat de titres de transport.
Un passage souterrain permet le passage d'un quai à l'autre.

### Desserte

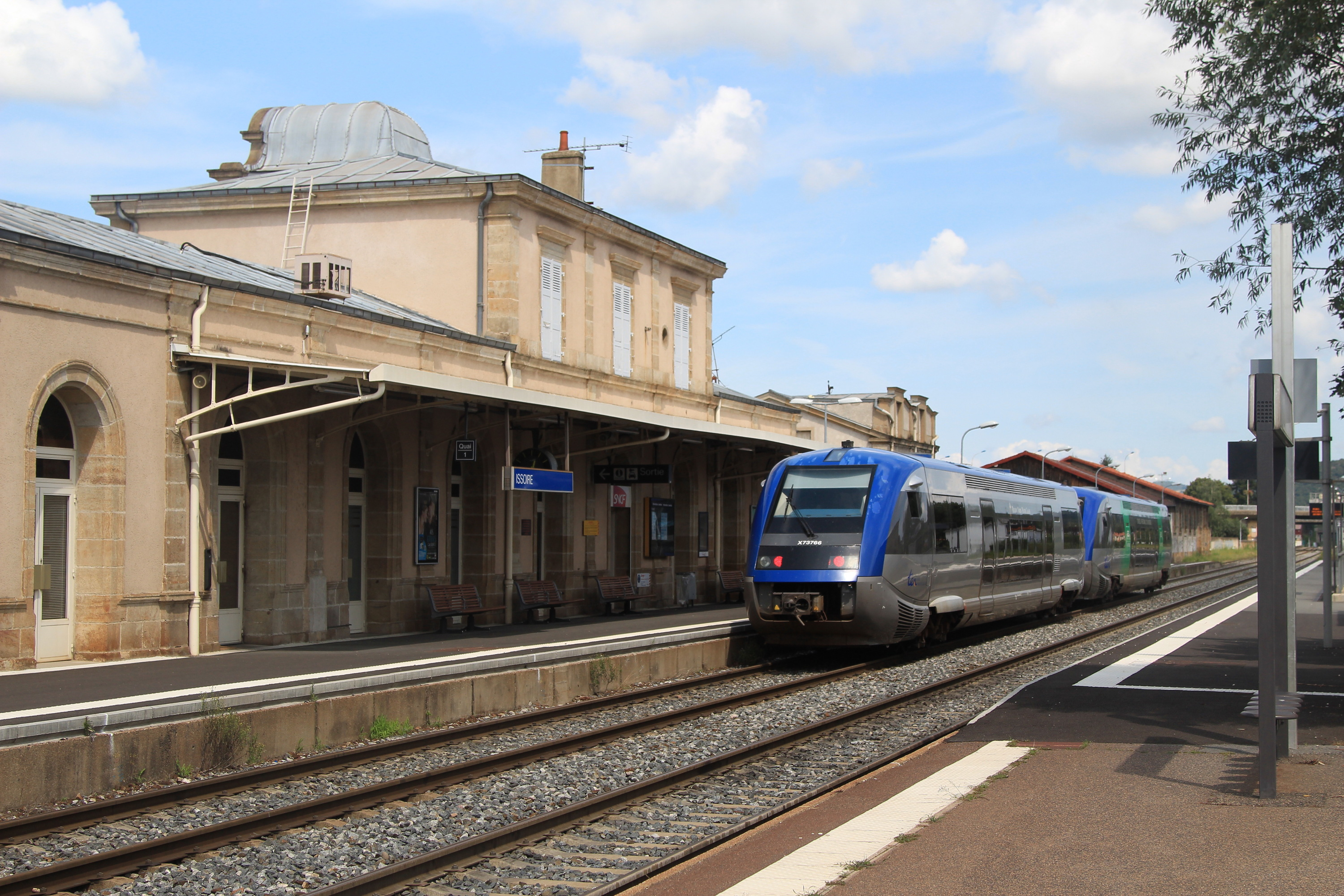
Arrivée d'un TER Auvergne en gare ; vue sur les quais.

Issoire est desservie par des trains grandes lignes Intercités reliant Clermont-Ferrand et Béziers (Aubrac).
C'est aussi une gare régionale desservie par des trains TER Auvergne-Rhône-Alpes, les principales dessertes étant :
- (Moulins-sur-Allier – Saint-Germain-des-Fossés ou Gannat - Riom - Châtel-Guyon) – Clermont-Ferrand – Issoire – Brioude ;
- Clermont-Ferrand – Le Puy-en-Velay ;
- Clermont-Ferrand – Aurillac voire Toulouse ;
- Clermont-Ferrand – Nîmes.

S'y ajoutent aussi deux trains à destination de Gannat, dont l'un est en provenance de Brioude.

### Intermodalité
Un abri à vélos et un parking pour les véhicules sont aménagés. Une station de bus dessert la gare.

## Service des marchandises
Cette gare est ouverte au service du fret.